# Me. I Am Mariah... The Elusive Chanteuse
Me. I Am Mariah... The Elusive Chanteuse – czternasty album studyjny amerykańskiej wokalistki R&B, Mariah Carey.

## Lista utworów
Wersja podstawowa
1. „Cry.” (Mariah Carey, James „Big Jim” Wright) – 4:49
2. „Faded” (M.Carey, Mike Williams, Denisia “Blu June” Andrews) – 3:39
3. „Dedicated” (feat. Nas) (M.Carey, Chauncey Hollis, James Fauntleroy, Nasir Jones, Dennis Coles, Robert Diggs, Gary Grice, Lamont Hawkins, Jason Hunter, Russell Jones, Clifford Smith, Corey Woods) – 4:13
4. „Beautiful” (feat. Miguel)(M.Carey,Miguel Pimentel, Nathan Perez, Brook „D'Leau” Davis, Mac Robinson, Brian Keith Warfield) – 3:20
5. „Thirsty” (M.Carey, Hollis, Andrews, Maryann Tatum) – 3:26
6. „Make It Look Good” (M.Carey, Jermaine Dupri, Bryan-Michael Cox, Walter „Bunny” Sigler, Allan Felder) – 3:23
7. „You're Mine (Eternal)” (M.Carey, Rodney „Darkchild” Jerkins) – 3:44
8. „You Don't Know What to Do” (feat. Wale) (M.Carey, Dupri, Cox, Olubowale Akintimehin, Patrick Adams, Terri Gonzalez) – 4:47
9. „Supernatural” (with special guest stars „Dembabies” a.k.a. Ms. Monroe & Mr. Moroccan Scott Cannon a.k.a. Roc 'N Roe) (M.Carey, Dupri, Cox) – 4:38
10. „Meteorite” (M.Carey, Kamaal Fareed, Felder, Norman Harris, Ron Tyson) – 3:51
11. „Camouflage” (M.Carey, Wright) – 4:49
12. „Money” (feat. Fabolous) (M.Carey, Hollis, John Jackson, Dan Satch, Edwin Birdsong) – 4:55
13. „One More Try” (George Michael) – 6:17
14. „Heavenly (No Ways Tired / Can't Give Up Now)” (M.Carey, Curtis Burrell, George Clinton Jr.) – 5:39

Deluxe Edition
1. „It's A Wrap” (feat. Mary J. Blige) (M.Carey, Heatmyzer, Tricky Stewart, Wright) – 4:04
2. „Betcha Gon' Know” (feat. R. Kelly) (M.Carey, Tricky Stewart, The-Dream, Wright) – 3:54
3. „The Art Of Letting Go” (M.Carey, R.Jerkins) – 3:44

Amerykańska i japońska Edycja Specjalna
1. „It's A Wrap” (feat. Mary J. Blige) (M.Carey, Heatmyzer, Tricky Stewart, Wright) – 4:04
2. „Betcha Gon' Know” (feat. R. Kelly) (M.Carey, Tricky Stewart, The-Dream, Wright) – 3:54
3. „The Art Of Letting Go” (M.Carey, R.Jerkins) – 3:44
4. „America The Beautiful”

## Sprzedaż i certyfikaty
| Kraj / Region     | Najwyższa pozycja |
| ----------------- | ----------------- |
| Australia         | 5                 |
| Austria           | 38                |
| Belgia            | 23                |
| Chorwacja         | 10                |
| Kanada            | 8                 |
| Dania             | 13                |
| Francja           | 26                |
| Grecja            | 14                |
| Holandia          | 14                |
| Japonia           | 9                 |
| Niemcy            | 27                |
| Irlandia          | 19                |
| Włochy            | 15                |
| Japonia           | 25                |
| Korea Południowa  | 12                |
| Nowa Zelandia     | 11                |
| Szkocja           | 32                |
| Hiszpania         | 10                |
| Tajwan            | 2                 |
| Szwajcaria        | 16                |
| Wielka Brytania   | 14                |
| Stany Zjednoczone | 3                 |
| Świat             | 5                 |

### Sprzedaż Świat
| Pozycja (Sprzedaż tygodniowa) | 5 (95,000) | 16 (37,000) | 31 (23,000) | - |
| Sprzedaż całkowita            | 95,000     | 132,000     | 155,000     | - |